# Bicycle Film Festival

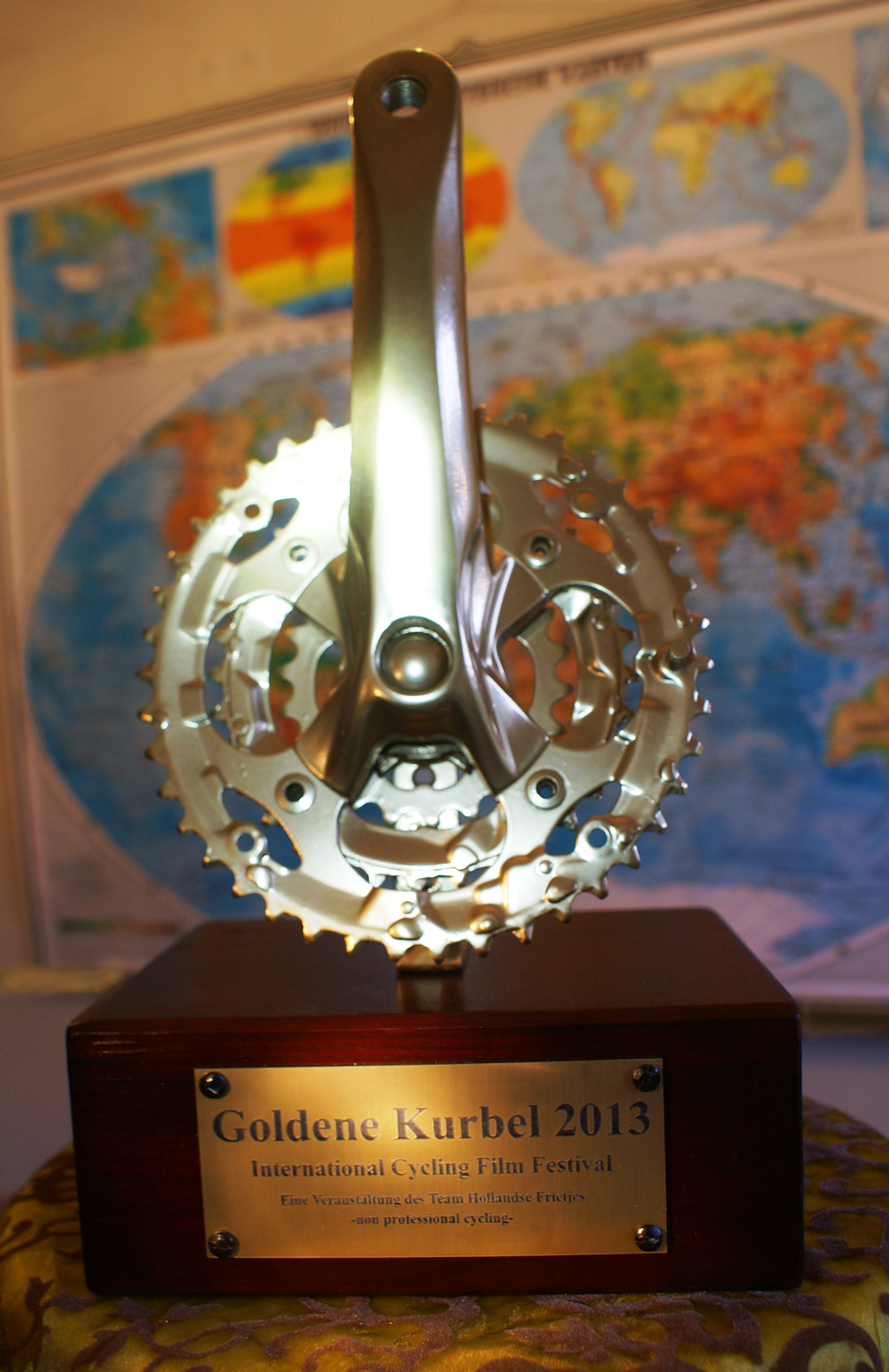
Nagroda główna-Złota korba

Bicycle Film Festival (BFF) – niezależny festiwal prezentujący filmy związane z miejską kulturą rowerową w miastach całego świata. Po raz pierwszy festiwal ten odbył się w 2001r. w Nowym Jorku, gdzie ma swoją siedzibę. 

## Historia
W 2001 roku w trakcie jazdy na rowerze Brendt Barbur został potrącony przez samochód. To przykre wydarzenie wywołało w nim impuls do stworzenia czegoś pozytywnego, co mogłoby pozytywnie wpłynąć na odbiór miejskich użytkowników rowerów. Barbur wpadł na pomysł festiwalu filmowego w całości poświęconego subkulturze cyklistów. Bicycle Film Festival w założeniu ma być wydarzeniem łączącym rowerową pasję z filmem, muzyką i innymi formami sztuki.
Pierwsza edycja imprezy odbyła się w Nowym Jorku, gdzie stała się stałym elementem życia kulturalnego. Idea festiwalu skierowanego do użytkowników dwóch kółek została zauważona przez środowiska rowerzystów w innych miastach Stanów Zjednoczonych, a Bicycle Film Festival powoli obejmował swym zasięgiem coraz większą liczbę lokalizacji. Festiwal rozprzestrzeniał się następnie na kolejne kraje, w czym dużą zasługę miał założyciel BFF Brendt Barbur, który aktywnie wspierał organizację imprezy w kolejnych miastach. Festiwal do tej pory odbył się w ponad 50 miastach na całym świecie, w tym między innymi w San Francisco, Los Angeles, Chicago, Buenos Aires, Bogocie, Meksyku, Brukseli, Londynie, Paryżu, Sydney, Hongkongu, Tokio, Kapsztadzie, Stambule, Moskwie i Warszawie.

## Organizacja festiwalu
Za organizację festiwalu w danym mieście odpowiedzialna jest miejscowa społeczność rowerzystów, co w założeniu ma mieć wpływ na autentyczność i pozytywną atmosferę imprezy jako lokalnego święta cyklistów. Organizatorzy działają w porozumieniu z nowojorskim biurem festiwalu, którym kieruje jego dyrektor i założyciel.
Edycja festiwalu trwa zazwyczaj 3-4 dni, a w jej trakcie wyświetlanych jest około 30 filmów zarówno pełno-, jak i krótkometrażowych. Co roku artyści z całego świata zgłaszają swoje produkcje do głównego biura Bicycle Film Festival w Nowym Jorku, a wybrane filmy są pokazywany w kolejnym roku w trakcie wybranych edycji imprezy. Obrazy podzielone są na programy spojone wspólnym motywem. Zakres tematyczny prezentowanych dzieł jest przygotowywany dla konkretnego miasta, a nad dokładnym programem imprezy czuwa dyrektor festiwalu – Brendt Barbur[2].
W trakcie festiwalu pokazywano dzieła takich twórców jak Mike Mills, Spike Jonze, Jorgen Leth, Lucas Brunelle, the Neistat Brothers, Alex Craig.
W programie Bicycle Film Festival znajdują się także imprezy i koncerty. W trakcie edycji organizowanych na całym świecie na scenie zaprezentowali się znani artyści – m.in. Blonde Redhead, Jon Spencer Blues Explosion, Dan Deacon, No Age, Peaches, Matt and Kim, Deerhunter, Roisin Murphy, Metronomy.

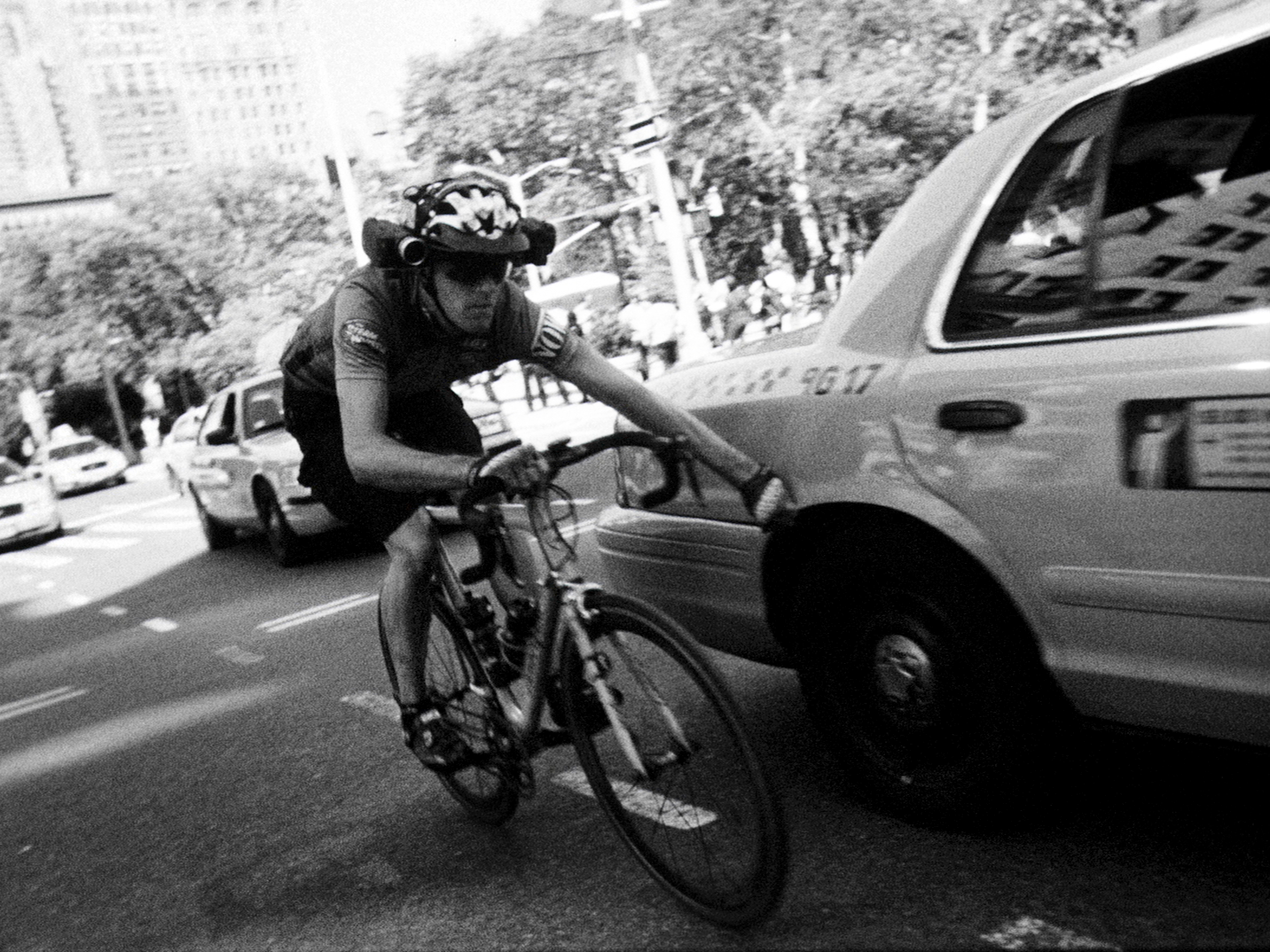
Lucas Brunelle

W trakcie festiwalu odbywają się także pokazy dzieł sztuki, zatytułowane Joyride Art Show. Artyści, którzy prezentowali swoje dzieła, to między innymi Michel Gondry, Tom Sachs, SWOON, Eley Kishimoto, Scott Campbell, Geoff McFetridge, Cheryl Dunn, Mike Giant.
Od początku istnienia BFF stał się impulsem jednoczącym środowiska grup cyklistów funkcjonujących w poszczególnych miastach. Festiwal jest otwarty na wszystkie aspekty kultury rowerowej – od profesjonalnego kolarstwa, poprzez subkulturę BMX, aż do miejskich użytkowników dwóch kółek. Celem imprezy jest prezentacja trendów obecnych we współczesnych metropoliach, z których jednym z najważniejszych jest rosnąca popularność roweru jako efektywnego środka transportu. Jednocześnie festiwal prezentuje zdrowotne i ekologiczne korzyści z regularnej jazdy na rowerze po mieście.  

## Festiwal w Polsce
W 2014 roku odbyła się pierwsza polska edycja Bicycle Film Festival. Impreza odbyła się w warszawskim klubie 1500 m² do wynajęcia. Za organizację odpowiadały agencje The Next Step i FBI Media, a specjalnym gościem imprezy był założyciel i dyrektor festiwalu – Brendt Barbur.
Na program imprezy złożyły się cztery programy filmowe prezentujące rowerowych pasjonatów, podróżników i zawodowych kolarzy. Goście festiwalu mogli także zapoznać się z wystawą rowerowych fotografii autorstwa znanego fotografa sportowego Rafała Wielgusa. Zwieńczeniem jednodniowego Bicycle Film Festivalu były zawody goldsprint, koncert rockowy i impreza.
Na 2015 rok planowana jest druga edycja festiwalu w Warszawie. 